# Bengt Jörnstedt
Bengt Johan Jörnstedt, född 1 juli 1946, var en framgångsrik kappseglare både nationellt och internationellt framför allt på slutet av 1960-talet och 1970-talet. Han var bland annat med och seglade Peter Norlins nykonstruerade Scampi till internationella topplaceringar i USA. Denna dynamiska och experimentella tid har han skrivit om i sin bok En seglares äventyr. I över 20 år, till 2005, var han sedan chefredaktör för tidskriften Segling, där han fortfarande deltar med artiklar.